# 586
| [ Edytuj tabelę ]          |                                          |
| Król Bernicji              | - 585 Hussa 592                          |
| Cesarz Bizancjum           | - 582 Maurycjusz 602                     |
| Cesarz Chin                | - 581 Sui Wendi 604                      |
| Król Essexu                | - 527 Aescwine 587                       |
| Król Franków               | - 561 Guntram I 592 - 584 Chlotar II 629 |
| Król Franków w Austrazji   | - 570 Childebert II 595                  |
| Cesarz Japonii             | - 585 Yōmei 587                          |
| Król Kentu                 | - 560 Ethelbert I 616                    |
| Patriarcha Konstantynopola | - 582 Jan IV Postnik 595                 |
| Władca Korei               | - 559 P’yŏngwŏn 590                      |
| Król Longobardów           | - 584 Autaris 590                        |
| Papież                     | - 579 Pelagiusz II 590                   |
| Król Persji                | - 579 Hormizd IV 590                     |
| Król Wessexu               | - 560 Ceawlin 592                        |
| Król Wizygotów             | - 568 Leowigild 586 - 586 Rekkared I 601 |

Rok 586 / DLXXXVI
stulecia: V wiek ~
VI wiek ~
VII wiek

lata: 576 «
581 «
582 «
583 «
584 «
585 «
586
» 587
» 588
» 589
» 590
» 591
» 596

## Wydarzenia
- 21 kwietnia – w Toledo, po 18 latach panowania zmarł król Wizygotów Leowigild, następcą został jego drugi syn Rekkared I.
- Wiosna – cesarz bizantyński Maurycjusz odrzucił propozycję pokojową Persów, którzy proponowali w zamian odnowienie trybutu w złocie.
- Bizantyńska armia pod dowództwem Filipikosa zwyciężyła Persów w bitwa pod Solachon.
- Awarowie wspólnie ze Słowianami oblegali Tesaloniki, drugie miasto Cesarstwa Bizantyjskiego. Z powodu głodu i zarazy odstąpili jednak od miasta.
- Wołosi są po raz pierwszy wspomniani  w bizantyjskiej kronice (data przybliżona).

## Urodzili się
- Teudebert II, król Austrazji, syn i następca Childeberta II (zm. 612)

## Zmarli
- 24 lutego lub 14 kwietnia – Pretekstat z Rouen, biskup Rouen, męczennik, święty Kościoła katolickiego (ur. ?)
- 13 kwietnia – Hermenegild, książę wizygocki, syn króla Leowigilda i Teodozji, brat Rekkareda I, męczennik i święty Kościoła katolickiego (ur. ok. 564)
- 21 kwietnia – Leowigild, król Wizygotów (ur. 519)